# Misery (roman)
Pour les articles homonymes, voir Misery.
Misery (titre original : Misery) est un roman de Stephen King publié en 1987. Dans ce roman, un écrivain est recueilli après un grave accident par l'une de ses admiratrices, qui découvre que l'auteur a tué son personnage favori dans son nouveau livre et décide de le pousser à la ressusciter en employant des moyens extrêmes. Le livre a reçu le prix Bram-Stoker du meilleur roman et a été adapté au cinéma en 1990. Stephen King songea d'abord à publier ce roman sous le nom de plume qu'il avait déjà utilisé, Richard Bachman mais, le public ayant découvert que ces deux personnes ne faisaient qu'une, il se résolut à signer ce livre sous son propre nom.

## Résumé
Paul Sheldon, écrivain de best-sellers, est devenu riche et célèbre grâce aux aventures de Misery Chastain, une héroïne romantique qu'il a créée. Mais il décide finalement de la faire mourir pour se consacrer à d'autres histoires (qu'il juge plus sérieuses). Il vient de terminer un nouveau roman, d'un tout autre genre, dans un hôtel du Colorado mais est pris en partant dans une tempête de neige et est victime d'un grave accident de voiture. Paul, qui a les deux jambes cassées, est sauvé par une ancienne infirmière, Annie Wilkes, qui l'emmène dans sa maison toute proche plutôt qu'à l'hôpital. Elle soigne Paul, qui a été inconscient et entre la vie et la mort pendant plusieurs jours, et lui dit être sa plus fervente admiratrice mais celui-ci remarque rapidement que le comportement d'Annie n'est pas normal et qu'elle souffre de troubles mentaux. Quand elle découvre le nouveau manuscrit de l'écrivain et commence à le lire, elle a une dispute avec lui au sujet de la violence et du langage grossier du livre, et punit l'écrivain en suspendant sa prise de calmants, alors que Paul est désormais dépendant de ceux-ci.
Peu après, Annie finit de lire le dernier volume de la série des Misery et découvre qu'à la fin du roman, son héroïne préférée meurt. Elle devient alors enragée et abandonne Paul pendant deux jours. Quand elle revient, l'écrivain, souffrant de la soif, de la faim et de ses blessures, est dans un piteux état. Annie le force à brûler le manuscrit de son dernier roman et à commencer un nouveau volume des aventures de Misery pour ressusciter l'héroïne. Paul se met donc au travail et retrouve peu à peu la santé comme les jours, puis les semaines, passent. Il profite des absences d'Annie pour explorer péniblement la maison en fauteuil roulant et finit par découvrir un carnet qui suggère qu'Annie a assassiné son père ainsi que plusieurs dizaines de ses patients. Mais Annie s'aperçoit qu'il a quitté la chambre où elle l'a enfermé et lui coupe le pied gauche à l'aide d'une hache.
Paul sait qu'Annie le tuera dès qu'il aura fini son roman. Il essaie donc de faire traîner les choses mais se laisse gagner par l'écriture du livre. Après une nouvelle dispute, Annie l'ampute de son pouce gauche. Alors que l'été est arrivé, un policier vient chez Annie pour lui poser des questions sur la disparition de Paul, et celui-ci essaie alors de signaler sa présence mais Annie élimine le policier. La disparition de celui-ci amène d'autres représentants de la loi à poser des questions à Annie qui, sentant l'étau se refermer, pousse Paul à terminer rapidement son histoire. Quelques jours plus tard, Paul finit le livre de Misery et feint d'y mettre le feu (le véritable manuscrit étant caché). Profitant de la panique d'Annie, il la frappe avec sa machine à écrire et une terrible lutte s'engage entre eux deux. Annie semble avoir le dessus mais finit par se rompre le crâne sur la tablette de cheminée et par succomber à cette terrible blessure. Paul est ensuite retrouvé par la police et emmené à l'hôpital. Il fait publier le roman sur Misery qu'il a écrit, et qui est un grand succès, mais est très atteint psychologiquement, souffrant de cauchemars et étant devenu alcoolique et accro aux antalgiques. Il finit néanmoins par retrouver l'inspiration grâce à un enfant qu'il rencontre par hasard, un jour, dans la rue.

## Genèse du roman
L'inspiration pour Misery est venue de la lecture par King d'une nouvelle d'Evelyn Waugh intitulée The Man Who Loved Dickens au sujet d'un homme retenu prisonnier en Amérique du Sud et à qui son geôlier, tombé amoureux de l'œuvre de Charles Dickens, faisait lire des histoires de cet écrivain. King s'est alors demandé ce qui se passerait si le prisonnier était l'écrivain lui-même.
Misery est un huis clos presque total caractérisé par l'apparition du livre dans le livre, avec l'histoire du Retour de Misery (environ une vingtaine de pages censées être inventées par Paul Sheldon publiées en caractères de machine à écrire apparaissent dans le livre) et composé de nombreuses scènes compliquées, floues, correspondant aux moments où Paul a l'esprit brumeux. King a été aidé par des psychologues pour ces descriptions de la douleur — et aussi par des infirmières pour le terrible passé à l'hôpital d'Annie Wilkes. Il a expliqué dans son ouvrage Écriture : Mémoires d'un métier que Misery, tout comme Les Tommyknockers, était une métaphore de sa propre dépendance aux drogues dans les années 1980. En raison du caractère dépourvu d'élément surnaturel du roman, il comptait à l'origine le publier sous son pseudonyme, déjà utilisé plusieurs fois, de Richard Bachman, mais c'est à ce moment que fut dévoilé au grand public que King et Bachman étaient une seule et même personne, ce qui l'obligea à renoncer à son pseudonyme.

## Accueil

### Ventes et popularité
Le roman est resté trente semaines (dont sept à la première place) sur la New York Times Best Seller list, y apparaissant le 7 juin 1987 directement à la première place. Le Publishers Weekly le classe à la quatrième place des meilleures ventes de romans aux États-Unis en 1987.
Il est classé à la cinquième place des romans favoris des lecteurs de Stephen King lors d'un sondage organisé par le magazine Rolling Stone en 2014.

### Critique
Il a reçu un accueil favorable de la part des critiques. Sybil Steinberg, de Publishers Weekly, loue le roman « dont les moments terrifiants sont entrecoupés d'observations brillantes sur l'écrivain et son public ». John Katzenbach, du New York Times, apprécie la caractérisation des deux personnages principaux, et notamment Paul Sheldon et son dilemme, trouvant que King « a creusé profondément dans la psychologie de la créativité ». Carolyn Banks, du Washington Post, estime qu'il y a une large part d'autobiographie de la part de King dans le personnage de Paul Sheldon ainsi qu'une touche appréciable d'humour noir, et apprécie qu'« en plus de sa capacité à effrayer le lecteur, [King] en dise beaucoup sur l'écriture elle-même, sur sa force d'attraction profonde et élémentaire, ses déceptions et ses défis ». Karen Liberatore, du San Francisco Chronicle, trouve que le livre est une très bonne histoire d'horreur mais voit dans la souffrance de Sheldon une métaphore de la condition de King et des « pleurnicheries » de sa part.

### Distinctions
Misery a remporté le prix Bram-Stoker du meilleur roman 1987, à égalité avec Swan Song, de Robert McCammon, et a été nommé au prix World Fantasy du meilleur roman 1988.

## Adaptations
Misery a été adapté au cinéma en 1990 sous le même titre par Rob Reiner, avec Kathy Bates dans le rôle d'Annie Wilkes, pour lequel elle remporta l'Oscar de la meilleure actrice, et James Caan dans celui de Paul Sheldon. En février 2020, un projet de "remake modernisé" est annoncé.
Le film indien Julie Ganapathi est considéré comme une adaptation officieuse du roman.
Le livre a également été adapté plusieurs fois au théâtre, notamment à Broadway en 2015 avec Bruce Willis dans le rôle de Paul Sheldon et Laurie Metcalf dans celui d'Annie Wilkes.

## Livre audio en français
- Stephen King (trad. William Desmond), Misery [« Misery »], Paris, Éditions Thélème, 3 mars 2010 (ISBN 978-2-87862-624-7, présentation en ligne)Texte intégral ; narrateur : Paul Barge ; support : 2 disques compacts audio MP3 ; durée : 15 h 32 min  environ ;  référence éditeur : Éditions Thélème 923. La pochette du livre audio indique, par erreur, une durée de 15 heures.